# Chapelle Saint-Vincent-de-Paul d'Urbach
Pour les articles homonymes, voir Chapelle Saint-Vincent-de-Paul.
La chapelle Saint-Vincent-de-Paul se situe dans l'écart d'Urbach, dans la commune française d'Epping et le département de la Moselle.

## Histoire
La chapelle, dédiée à saint Vincent de Paul, est construite en 1776 en raison de l'éloignement de l'église-mère de Volmunster. Elle abrite au fond du chœur un retable provenant peut-être de l'ancienne chapelle d'Epping construite en 1736, et attribué au sculpteur Jean Martersteck, de Wœlfling-lès-Sarreguemines. Replacé sur des supports en pierre, il est formé de trois travées à niches rythmées par des colonnes et des pilastres, accostées d'ailerons au riche décor feuillagé, occupées par les statues d'un pape, de saint François-Xavier et de saint Nicolas. Posé sur l'entablement fortement mouluré, une niche est encadrée par des écus nus sommés d'une couronne royale tenues par des putti agenouillés.
Faisant pendant au saint Nicolas et attribuable au même sculpteur, la statue d'un pape, non identifié, est une œuvre du milieu du XVIIIe siècle en chêne polychrome. Un fort déhanchement, caractéristique de l'art baroque, une certaine élégance dans le plissé des vêtements et le réalisme du visage contrastent avec la sculpture fruste des mains et du revers de la statue.
Placées face à face sur les murs de la nef, les statues en bois plychrome et argenté des martyrs saint Quirin de Neuss et saint Sébastien sont l'œuvre d'un autre sculpteur, qui a travaillé dans le courant du XVIIIe siècle. Élégantes dans leurs attitudes mais exécutées sans grand soin, elles sont à mettre en rapport avec la protection du bétail et des chevaux et la guérison des abcès pour lesquelles était invoqué saint Quirin, tandis qu'on recourait à saint Sébastien pour éloigner les épidémies de peste et de choléra.

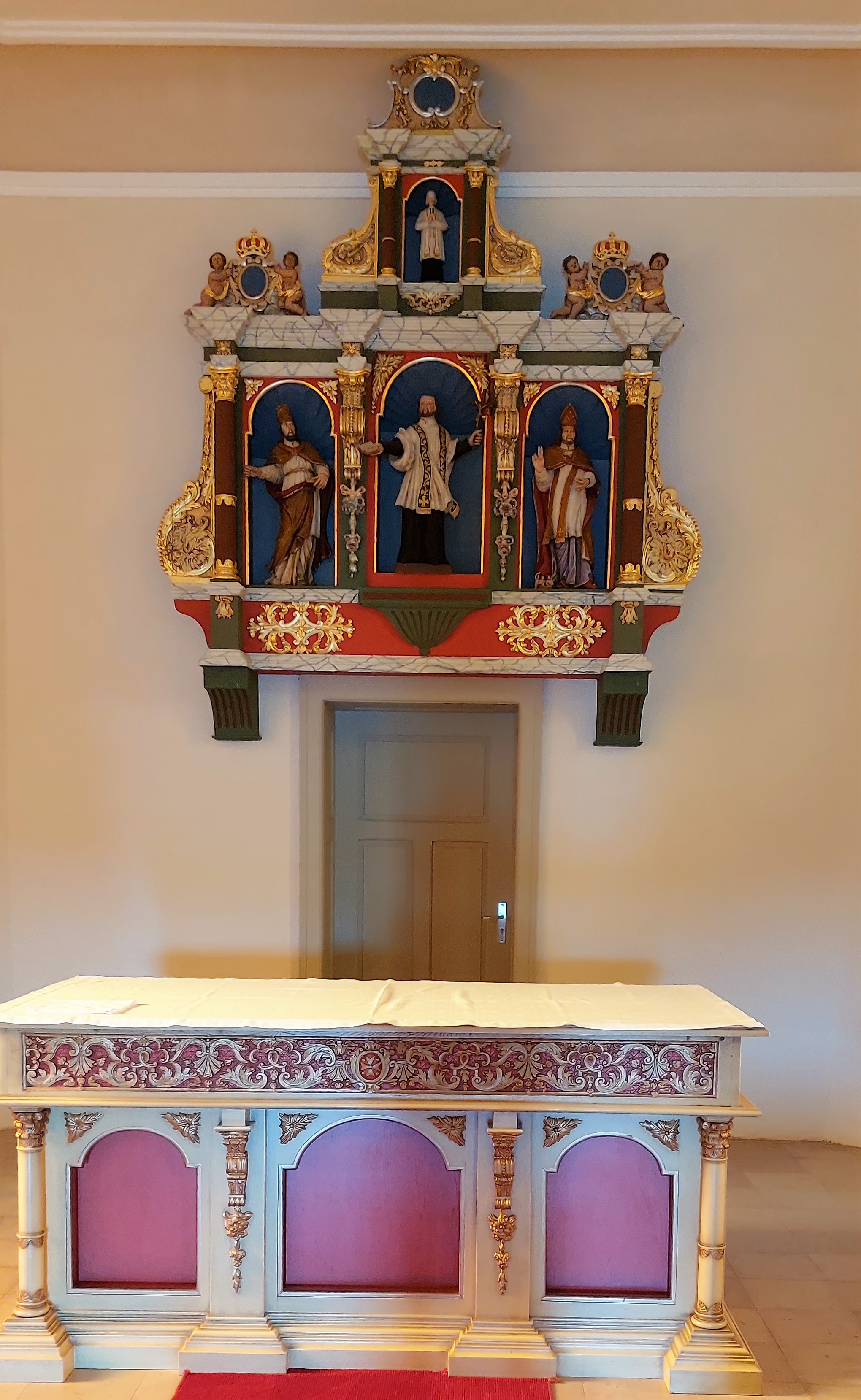
Autel et retable.
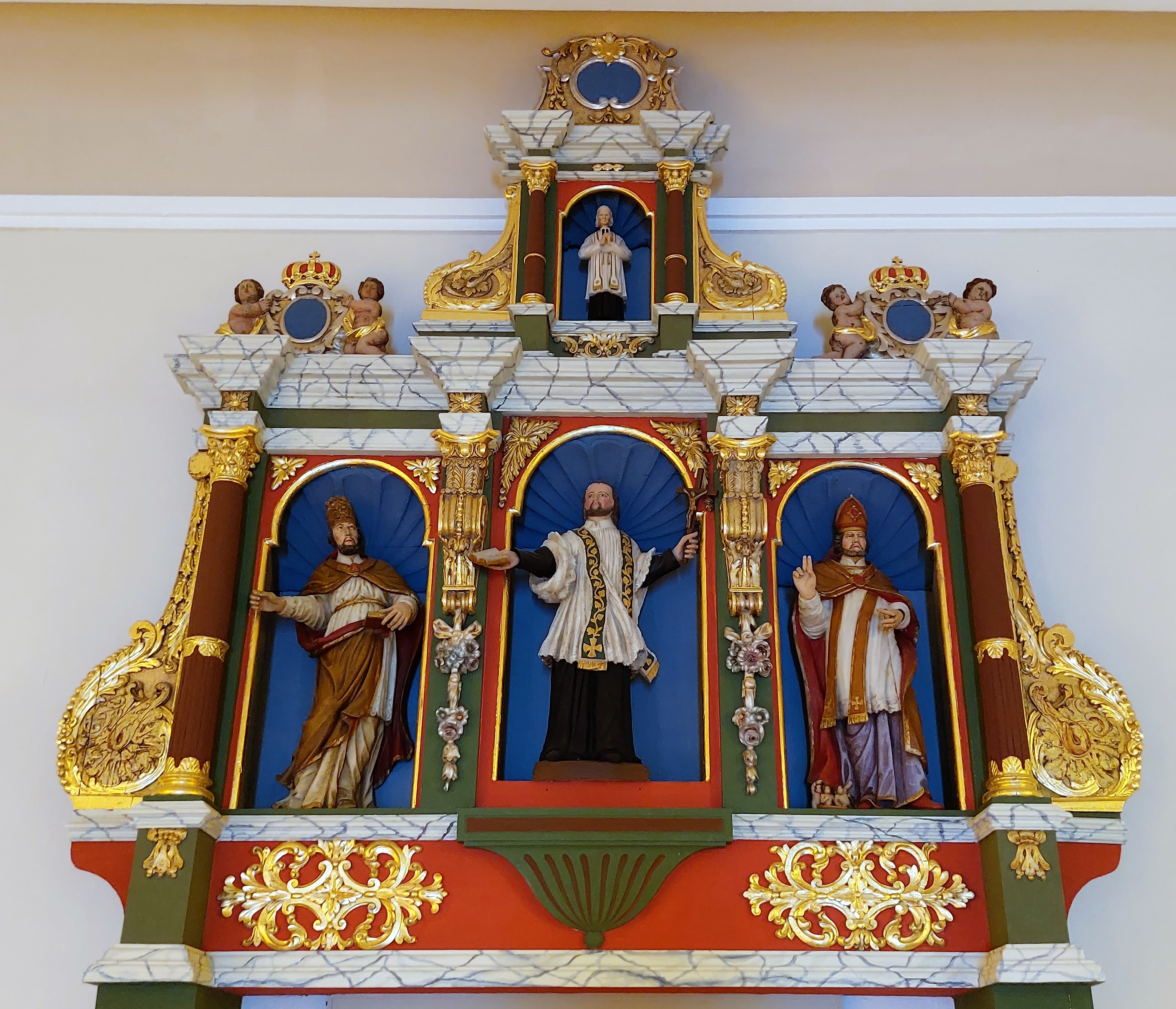
Le retable.
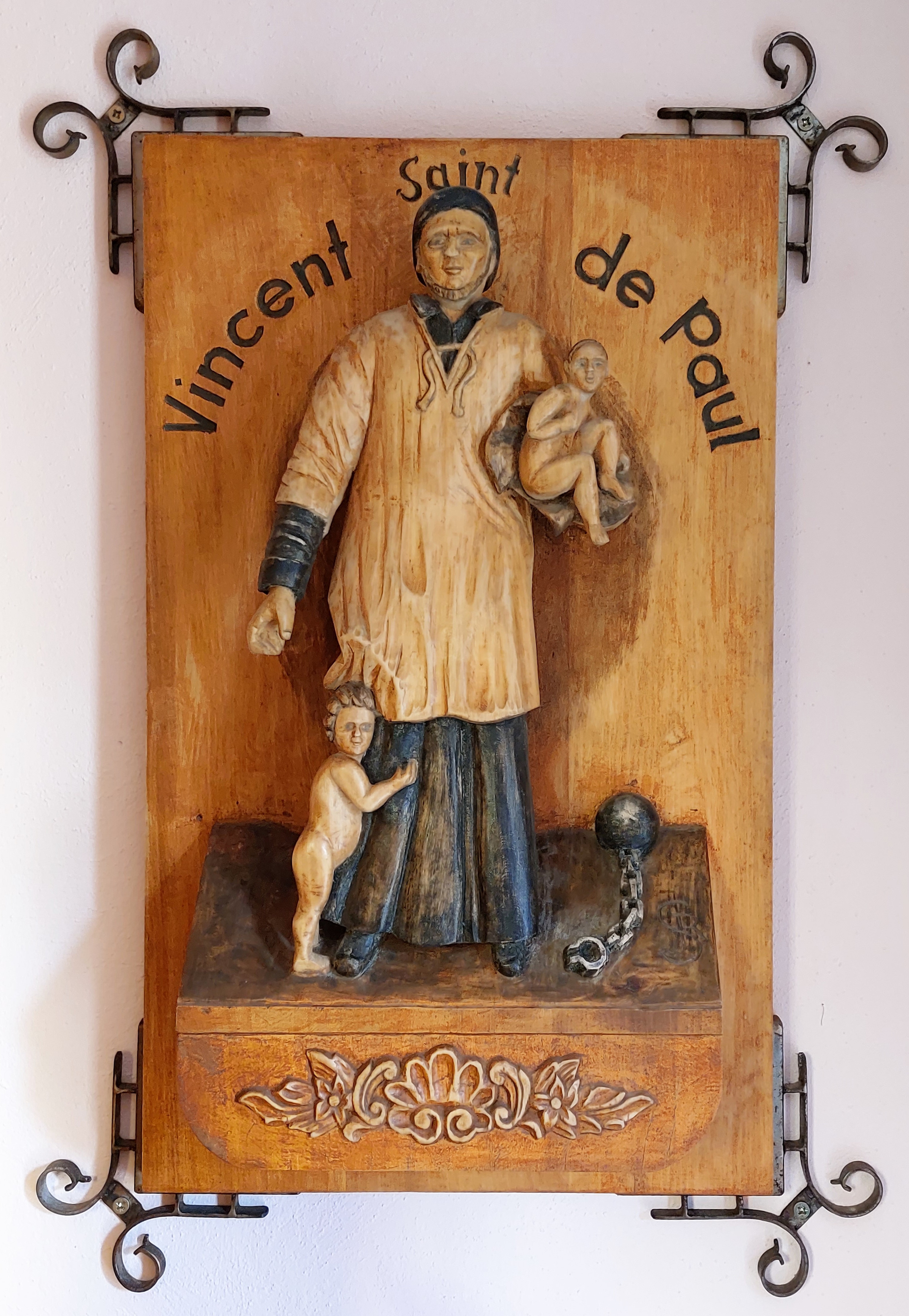
Bas-relief en bois de saint Vincent de Paul.